# Cora Richardson-Hodge
Cora Richardson-Hodge est une avocate et femme politique anguillaise. Elle est Première ministre d'Anguilla depuis le 27 février 2025,.

## Biographie
Cora Richardson-Hodge est née à Saint-Thomas de parents anguillais. Elle suit sa scolarité primaire et secondaire à Anguilla avant de poursuivre en Floride où elle obtient un diplôme en sciences de l'environnement de l'Institut technologique de Floride et un diplôme de droit de l'Université Stetson (en). Elle obtient aussi un Certificat d'éducation légale (en) de la part de la Faculté de Droit Eugene Dupuch (en) de Nassau. Elle est inscrite au Barrau de Floride (en) depuis 1999, à celui d'Anguilla et des Îles Vierges britanniques (en) en 2001 et de Saint-Christophe-et-Niévès en 2002. Elle travaille dans plusieurs cabinets d'avocats avant de créer son propre cabinet en novembre 2006, C.R. Hodge & Associates. Elle s'implique aussi dans plusieurs associations dans le district de Sandy Hill. 
Lors des Élections législatives de 2010 (en), elle concourt dans la circonscription de Sandy Hill (en) sous les couleurs du Front uni d'Anguilla (AUF), mais elle est battu par Jerome Roberts, à l'époque membre du Parti populaire progressiste. Lors des élections de 2015, elle bat Jerome Roberts qui avait rejoint le Mouvement uni d'Anguilla (AUM) et était devenu Ministre des Affaires intérieures du gouvernement d'Hubert Hughes. Elle est alors nommée Ministre des Affaires intérieures dans le gouvernement de Victor Banks. Elle est réélue lors des élections  de 2020 et à la suite de la défaite de son parti, elle devient la première femme Chef de l'opposition à l'Assemblée d'Anguilla. Après avoir pris la tête de l'AUF, elle mène son parti à la victoire lors des élections de 2025 et devient ainsi la première femme Premier ministre d'Anguilla.